# Super-Eulersche Pseudoprimzahl
Eine Super-Eulersche Pseudoprimzahl ist eine eulersche Pseudoprimzahl zur Basis a, deren sämtliche Teiler ausschließlich aus der 1, Primzahlen, anderen Eulerschen Pseudoprimzahlen der gleichen Basis a und sich selbst besteht.
Äquivalent ist die Definition: Super-Eulersche Primzahl heißt eine zusammengesetzte Zahl {\displaystyle n=m_{1}*m_{2}}, wenn für jede Zerlegung in zwei Faktoren m1 und m2 diese beiden Faktoren die Gleichungen {\displaystyle a^{m_{i}}-a\equiv 0\mod m_{i}} erfüllen. Super-Eulersche Pseudoprimzahlen zur Basis 2 nennt man auch Super-Poulet-Zahlen.

## Eigenschaften
Alle Teiler einer Super-Eulerschen Pseudoprimzahl, einschließlich 1 und der Super-Eulerschen Pseudoprimzahl haben die folgende Eigenschaft:
{\displaystyle a^{d}-a} ist durch d teilbar.
alternativ lässt sich das auch so schreiben:
{\displaystyle a^{d-1}-1} ist durch d teilbar.

## Beispiel
294409 ist eine Super-Eulersche Pseudoprimzahl zur Basis 2. Ihre Teiler sind 1, 37, 73, 109, 2701, 4033, 7957 und 294409.
37, 73 und 109 sind Primzahlen, 2701, 4033 und 7957 sind selbst Super-Eulersche Pseudoprimzahlen
zur Basis.

## Super-Eulersche Pseudoprimzahlen mit 3 und mehr Primfaktoren
Es ist relativ einfach, eine Super-Eulersche Pseudoprimzahl zur Basis a mit drei Primfaktoren zu konstruieren. Man muss dazu drei Eulersche Pseudoprimzahlen zur Basis a finden, die zusammen drei gemeinsame Primfaktoren besitzen. Das Produkt dieser drei Primzahlen ist dann wiederum eine Eulersche Pseudoprimzahl, und damit eine Super-Eulersche Primzahl.
| Super-Poulet-Zahlen mit 3 Primfaktoren |                 |                                 |                                                    |
| Super-Poulet-Zahl                      | Faktorisierung  | Basen                           | Teiler                                             |
| 1105                                   | 5 · 13 · 17     | 18, 21, 38, 47, 103, 118, 157 … | 1, 5, 13, 17, 65, 85, 221, 1105                    |
| 1885                                   | 5 · 13 · 29     | 12, 57, 86, 99, 157, 278, 1032  | 1, 5, 13, 29, 65, 145, 377, 1885                   |
| 3913                                   | 7 · 13 · 43     | 79                              | 1, 7, 13, 43, 91, 301, 559, 3913                   |
| 4505                                   | 5 · 17 · 53     | 242                             | 1, 5, 17, 53, 85, 265, 901, 4505                   |
| 7657                                   | 13 · 19 · 31    | 37, 191                         | 1, 13, 19, 31, 247, 403, 589, 7657                 |
| 294409                                 | 37 · 73 · 109   | 2                               | 1, 37, 73, 109, 2701, 4033, 7957 u. 294409         |
| 1398101                                | 23 · 89 · 683   | 2                               | 1, 23, 89, 683, 2047, 15709, 60787 u. 1398101      |
| 1549411                                | 31 · 151 · 331  | 2                               | 1, 31, 151, 331, 4681, 10261, 49981 u. 1549411     |
| 1840357                                | 43 · 127 · 337  | 2                               | 1, 43, 127, 337, 5461, 14491, 42799 u. 1840357     |
| 12599233                               | 97 · 193 · 673  | 2                               | 1, 97, 193, 673, 18721, 65281, 129889 u. 12599233  |
| 13421773                               | 53 · 157 · 1613 | 2                               | 1, 53, 157, 1613, 8321, 85489, 253241 u. 13421773  |
| 15162941                               | 59 · 233 · 1103 | 2                               | 1, 59, 233, 1103, 13747, 65077, 256999 u. 15162941 |
| 15732721                               | 97 · 241 · 673  | 2                               | 1, 97, 241, 673, 23377, 65281, 162193 u. 15732721  |

Super-Poulet-Zahlen mit bis zu 7 Primfaktoren kann man aus den folgenden vier Mengen bekommen:
| { 103, 307, 2143, 2857, 6529, 11119, 131071 }         |
| { 709, 2833, 3541, 12037, 31153, 174877, 184081 }     |
| { 1861, 5581, 11161, 26041, 37201, 87421, 102301 }    |
| { 6421, 12841, 51361, 57781, 115561, 192601, 205441 } |

Sie stammen von Gerard Michon
So ist 1.118.863.200.025.063.181.061.994.266.818.401 = 6421 * 12841 * 51361 * 57781 * 115561 * 192601 * 205441 eine Super-Poulet-Zahl mit sieben Primfaktoren, deren Teiler aus Primzahlen, Poulet-Zahlen und Super-Poulet-Zahlen besteht (es sind insgesamt 120 Poulet-Zahlen).

## Abgespeckte Super-Poulet-Zahlen
Wenn man auf die Bedingung verzichtet, dass zu den Teilern von Super-Poulet-Zahlen auch andere Poulet-Zahlen als die Super-Poulet-Zahl selbst gehören müssen, kann man auch die Poulet-Zahlen dazu rechnen, die nur zwei Primfaktoren haben.
Die kleinste solchermaßen abgespeckte Super-Poulet-Zahl ist die 341 mit den Primteilern 11 und 31.